# Óscar Faura
Óscar Faura, född 28 mars 1975 i Barcelona, är en spansk filmfotograf. Han har bland annat varit filmfotograf på filmer som Barnhemmet från 2007, och The Impossible från 2012. Han har också varit filmfotograf på flera andra framgångsrika filmer, däribland Mindscape från 2013.

## Filmografi (i urval)

### Filmer
| År   | Titel                          | Regissör        | Noter               |
| ---- | ------------------------------ | --------------- | ------------------- |
| 2007 | Barnhemmet                     | J. A. Bayona    |                     |
| 2010 | Julias ögon                    | Guillem Morales |                     |
| 2012 | The Body                       | Oriol Paulo     |                     |
| 2012 | The Impossible                 | J. A. Bayona    |                     |
| 2013 | Mindscape                      | Jorge Dorado    |                     |
| 2014 | The Imitation Game             | Morten Tyldum   |                     |
| 2016 | Sju minuter efter midnatt      | J. A. Bayona    |                     |
| 2018 | Jurassic World: Fallen Kingdom | J. A. Bayona    |                     |
| 2021 | Räddningsavstånd               | Claudia Llosa   |                     |
| 2024 | Young Woman and the Sea        | Joachim Rønning |                     |
| 2026 | Vaiana                         | Thomas Kail     | Pågående inspelning |

### TV-serier
| År   | Titel                           | Regissör     | Noter                                         |
| ---- | ------------------------------- | ------------ | --------------------------------------------- |
| 2022 | Sagan om ringen: Maktens ringar | J. A. Bayona | Avsnitten "A Shadow of the Past" och "Adrift" |